# Newsru
NEWSru.com – rosyjski portal internetowy prezentujący najnowsze wiadomości polityczne, społeczne, ekonomiczne, sportowe i kulturalne. Istnieje od 2000 roku, jest dostępny w języku rosyjskim. Obok NEWSru.com działają równolegle portale NEWSru.ua (z wiadomościami z Ukrainy) i NEWSru.co.il (z wiadomościami z Izraela).